# Аброскинский
Аброскинский — хутор в Урюпинском районе Волгоградской области России, в составе Михайловского сельского поселения.
Население — 49 (2010) человек. 

## История
Хутор входил в юрт станицы Михайловской Хопёрского округа Земли Войска Донского (с 1870 — Область Войска Донского). В 1859 году на хуторе проживало 57 душ мужского и 68 женского пола. Согласно переписи населения 1897 года на хуторе проживали: 101 мужчина и 116 женщин, из них грамотных: мужчин — 23, женщин — 1. Согласно алфавитному списку населённых мест Области Войска Донского 1915 года земельный надел хутора составлял 893 десятины, проживало 115 мужчин и 118 женщин, имелось хуторское правление.
С 1928 года — в составе Урюпинского района Хопёрского округа (упразднён в 1930 году) Нижне-Волжского края (с 1934 года — Сталинградского края) С 1935 года — в составе Хопёрского района Сталинградского края (с 1936 года Сталинградской области, с 1954 по 1957 год район входил в состав Балашовской области). В 1959 году, в связи с упразднением Хопёрского района, хутор был вновь включён в состав Урюпинского района.

## География
Хутор находится в лесостепи, на границе Хопёрско-Бузулукской равнины и поймы реки Хопёр. Хутор расположен на высоте около 80 метров над уровнем моря. В окрестностях хутора имеются островки леса. Почвы — чернозёмы обыкновенные.
Через хутор проходит автодорога, связывающая станицу Михайловскую и железнодорожную станцию Калмык (хутор Первомайский). По автомобильным дорогам расстояние до областного центра города Волгоград составляет 350 км, районного центра города Урюпинска — 27 км, до административного центра сельского поселения станицы Михайловской — 3,8 км.
Часовой пояс
Аброскинский, как и вся Волгоградская область, находится в часовой зоне МСК (московское время). Смещение применяемого времени относительно UTC составляет +3:00.

## Население
Динамика численности населения по годам:
| 1859 | 1873 | 1897 | 1915 | 1989 | 2002 |
| ---- | ---- | ---- | ---- | ---- | ---- |
| 125  | 131  | 217  | 233  | ≈90  | 50   |

| 2010 |
| ---- |
| 49   |